# Stadio Atatürk (Nicosia)
Lo stadio Atatürk è il principale impianto sportivo di Nicosia Nord nella Cipro del Nord. Ospita le partite interne del Çetinkaya Türk Spor Kulübü e Yenicami Ağdelen Spor Kulübü. È il più importante stadio di Cipro del Nord.

## Storia
È stato inaugurato il 28 gennaio 1990 con una sfida tra Sarıyer e Fenerbahçe terminata 1-0.
Nel 2017 ha ospitato alcune partite della Coppa europea di calcio CONIFA 2017